# تامار برکستون
تامار برکستون (انگلیسی: Tamar Braxton؛ زادهٔ ۱۷ مارس ۱۹۷۷) یک موسیقی‌دان اهل ایالات متحده آمریکا است. وی از سال ۱۹۹۰ میلادی تاکنون مشغول فعالیت بوده‌است.

## زندگی و حرفه

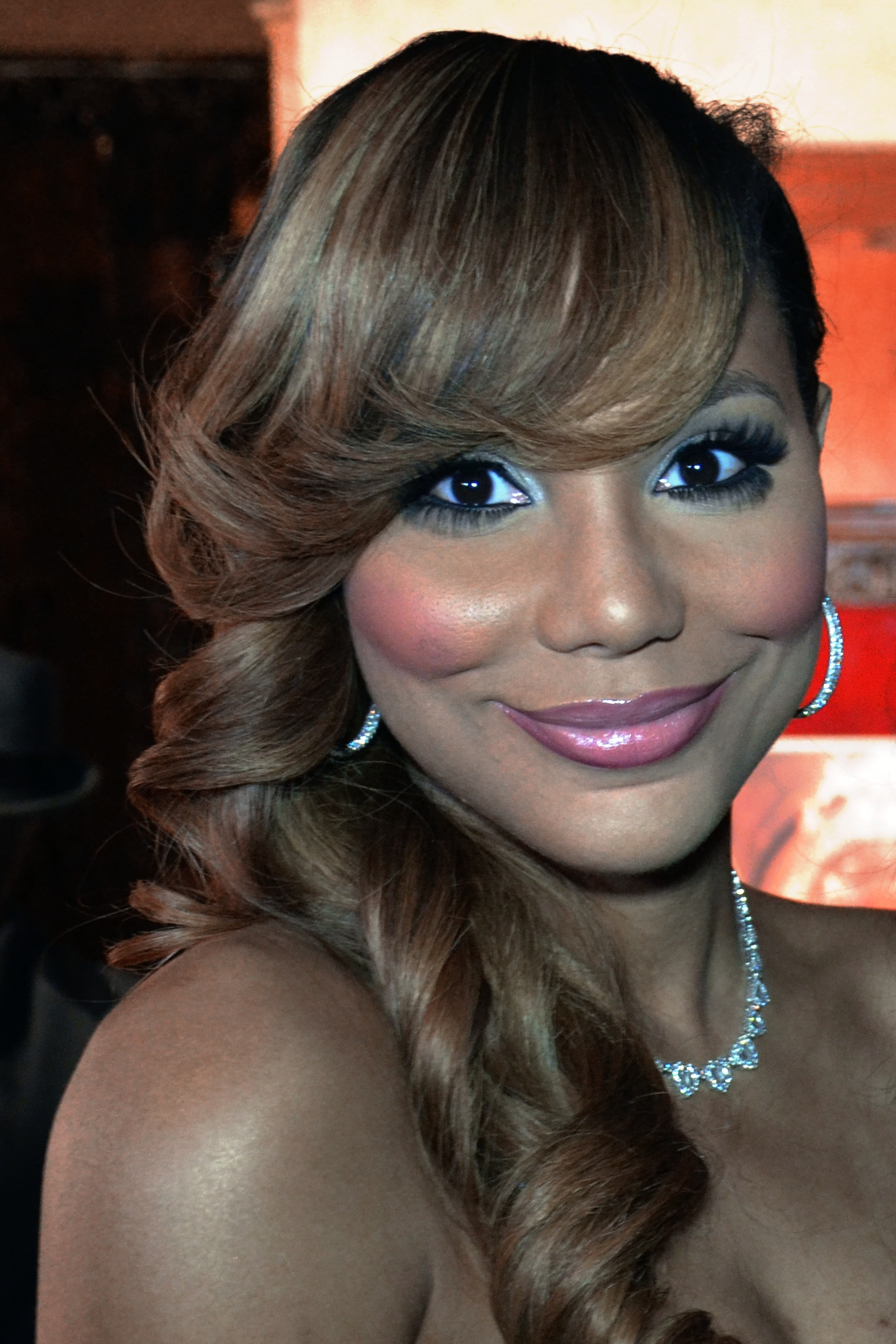
خواننده تامار برکستون

### ۱۹۷۷-۱۹۹۹: زندگی اولیه و شروع کار
تامار برکستون در تاریخ ۱۷ مارس ۱۹۷۷ در خانواده مایکل و اولین براکستون ها در اسورن، مریلند متولد شد. او کوچکترین فرزند از ۶ فرزند برکستون ها بوده، که از دوران کودکی شروع به آواز خواندن نمود. کودک های برکستون در نهایت وارد گروه کر کلیسای خود می شوند، محلی که پدر آنها، مایکل براکستون، در آن محل کشیش بوده. تامار و به همراه خواهران خود بانام تونی، تراسی، توواندا و ترینا، نخستین قرارداد خود را با آریستا رکوردز در سال ۱۹۸۹ امضا می کنند. بعد از آن در سال ۱۹۹۰، آنها نخستین آلبوم تک آهنگی خود را تحت عنوان "زندگی خوب" منتشر می کنند که بعد از آن این آلبوم در رتبه ۷۹ بیلبورد آر اند بی هیپ هاپ قرار می گیرد. بعدها نمودار تک آهنگ های هیپ هاپ، در هنگام انتشار تک‌آهنگ، تفاوت‌های سنی گروه در بازاریابی دچار اختلال می شود. بعد از آن، برکستون ها از آریستا رکوردز حذف می شوند.
بعدها در سال ۱۹۹۱، طی یک نمایشگاهی با ال ای رید و کنت "بیبی فیس" ادموندز، که در حال ایجاد لافیس رکوردز بودند، تونی برکستون، به غیر از خواهران خود، به عنوان نخستین هنرمند تک نفری زن این لیبل منصوب شد و بعد از آن قراردادی امضا می کند. بعدها در آن دوره، به اعضای باقی‌مانده اینگونه گفته شد، که لافیس درپی گروه دختران دیگری نیست، چون به تازگی تی ال سی را امضا نموده. بعداز خروج تونی از گروه دختران، مابقی گروه برکستون تحت عنوان خوانندگان همخوان برای نخستین تور، موزیک ویدیوها و حضور برای تبلیغات تونی تحول پیدا کردند. بعد از آن تامار به همراه تریسی، توواندا، و ترینا در موزیک ویدیو سومین تک آهنگ تونی برکستون، "هفت روز تمام" از نخستین آلبوم خود با نام او حاضر بودند.